# 明治大学消費生活協同組合
明治大学消費生活協同組合（めいじだいがくしょうひせいかつきょうどうくみあい）は、かつて存在した大学生協。明大生協と略称され、明治大学の学生や教職員を組合員としていた。

## 概要
1959年1月17日設立。同年4月11日に駿河台・和泉・生田の各キャンパスで店舗営業を開始し、同年8月に和泉で生協食堂が開店し、生協労働組合が結成された。翌年には生田で生協食堂が開店し、和泉で学生会館が開館した。
1999年7月2日、千葉県松戸市岩瀬の市道で赤砦社派がオートバイで出勤中の現代社派明大生協理事を襲撃し、側頭部をハンマーで複数回殴打して殺害した。
1999年7月21日、東京都千代田区神田駿河台の路上で現代社派が7.2の報復として赤砦社派明大生協職員を襲撃し、2日後に脳挫傷で死亡させた。
1999年7月22日、現代社派の襲撃部隊が明治大学生田キャンパスの赤砦社派を狙って、全国動員公然ゲバ部隊を差し向け、構内の赤砦社派に白昼の襲撃。キャンパスに侵入するも、赤砦社派はいち早く大学から退去。警視庁公安部と高井戸警察署は現代社派襲撃部隊37名全員を凶器準備集合と建造物侵入容疑で現行犯逮捕した。
2000年8月30日、朝の通勤ラッシュ時に鶯谷駅南口に降り立った赤砦派の女性メンバーリーダー格の明大生協従業員組合書記長が、現代社派部隊に襲われ男たちの手にする刃物で全身17ヶ所を刺され、同日午後に出血性ショックで死亡した。
2001年8月、約10億3400万円の負債を抱えたため、解散が決定した。